# William Trevor
William Trevor (* 24. Mai 1928 in Mitchelstown, County Cork, Irland; † 20. November 2016 in Somerset, England; eigentlich William Trevor Cox) war ein irischer Schriftsteller.

## Biografie
William Trevor wurde im mehrheitlich katholischen Irland in eine protestantische Familie geboren. So empfand er sich „von Anfang an als Außenseiter“. Sein Vater leitete Bankfilialen in wechselnden Orten; die Familie zog daher häufig um. Trevor studierte Geschichte am Trinity College in Dublin, arbeitete nach dem Studium als Lehrer und machte sich bereits früh einen Namen als Bildhauer. Er zog 1952 nach England, in Taunton unterrichtete er Kunst.
Sein erster Roman A Standard of Behaviour erschien 1958, Trevor weigerte sich später, Neuauflagen zuzulassen. Von 1960 bis 1965 arbeitete er in London als Werbetexter, bis er sich als Schriftsteller selbständig machte. Er schrieb Romane, Erzählungen und Bühnenstücke. Seine Erzählungen wurden regelmäßig im New Yorker veröffentlicht.
Trevor wurde mit vielen Literaturpreisen ausgezeichnet und 1977 von Königin Elisabeth II. zum Honorary CBE, 2002 zum Ehrenritter ernannt. Den Durchbruch in Deutschland schaffte er mit dem Psychothriller Felicias Reise (1994).
Trevor heiratete im Jahr 1952 und lebte mit seiner Frau Jane zuletzt in Devon, England. Sie hatten zusammen zwei Söhne.

## Themen
In seinen 23 Romanen und 11 Bänden mit Erzählungen beschäftigte sich Trevor mit Spannungen zwischen Außenseitern und der Gesellschaft; seine Figuren sind milde Exzentriker und melancholische Einzelgänger, aber auch Opfer der irischen gesellschaftlichen Verhältnisse wie etwa in der realistischen Erzählung Kathleens Feld. In vielen seiner Bücher spielen das Verhältnis von Briten und Iren und die Nachwirkungen der gewalttätigen gemeinsamen Geschichte eine zentrale Rolle.
Seine Figuren stoßen sich mit ihren stark entwickelten Emotionen an den gesellschaftlichen Begrenzungen, die sie oft nicht zu akzeptieren bereit sind. In vielen Fällen handelt es sich dabei um marginalisierte Außenseiter: Kinder, Alte, Einzelgänger oder unglücklich Verheiratete. Sie schaffen sich eine eigene Realität, ziehen sich dorthin zurück und stoßen häufig an die Grenzen des Wahns.
„Es fehlt nicht an Wut und Zorn in diesen Geschichten. Doch das Augenmerk liegt auf den Strategien, wie sich mit Schicksalsschlägen umgehen lässt.“
Er gilt als Schriftsteller des atmosphärischen Impressionismus; die Gefühle seiner Protagonisten können Erinnerungen umwandeln, ihre Vergangenheit die Gegenwart überlagern.

## Auszeichnungen und Preise
- 1965: Hawthornden-Preis (England) für The Old Boys
- 1970: Mrs. Eckdorf in O’Neill’s Hotel nominiert für den Booker Prize (England)
- 1975: William Heinemann Award der Royal Society of Literature (England) für Angels at the Ritz and other Stories
- 1976: Literaturpreis der Allied Irish Banks (Irland)
- 1978: Whitbread Prize (England) für The Children of Dynmouth
- 1980: Giles Cooper Award der BBC (England) für das beste Hörspiel für Beyond the Pale
- 1982: Giles Cooper Award der BBC (England) für das beste Hörspiel für Autumn Sunshine
- 1982: Jacob’s Award (Irland) für die Fernsehfassung von The Ballroom of Romance
- 1983: Whitbread Prize (England) für Fools of Fortune
- 1988: Yorkshire Post Book Award (England) für The Silence in the Garden
- 1990: Bennett Award der Hudson Review (USA)
- 1991: Reading Turgenev nominiert für den Booker Prize (England)
- 1991: Sunday Times Award for Literary Excellence (England)
- 1994: ernannt zum Companion of Literature der Royal Society of Literature (England)
- 1994: Sunday Express Book of the Year (England) für Felicia’s Journey
- 1994: Whitbread Prize ‚Bester Roman‘ (England) für Felicia’s Journey
- 1996: Lannan Literary Award for Poetry (USA)
- 1999: David Cohen Prize for Literature (England)
- 2001: Irish Times Literature Prize (Irland) für The Hill Bachelors
- 2001: PEN/Macmillan Silver Pen Award für Erzählungen (England) für The Hill Bachelors
- 2002: The Story of Lucy Gault nominiert für den Booker Prize (England) und den Whitbread Prize (England)
- 2003: Kerry Group Irish Fiction Award für The Story of Lucy Gault
- 2005: Aufnahme in die American Academy of Arts and Letters als auswärtiges Ehrenmitglied[7]
- 2006: Aufnahme in die American Academy of Arts and Sciences als auswärtiges Ehrenmitglied
- 2007: O. Henry-Preis (USA) für die beste Erzählung für The Room
- 2008: Bob Hughes Lifetime Achievement Award in Irish Literature
- 2015: Saoi of Aosdána („Weiser von Aosdána“), Ehrentitel für irische Schriftsteller[4]

## Werke

### Romane
- 1958: A Standard of Behaviour, Roman, Abacus, London ©1958; 1982, ISBN 0-349-13389-1.[8]
- 1964: The Old Boys
  - Altherrentag, übersetzt von Wolfgang A. Luchting, Hanser, München 1965 DNB 455107807.
- 1965: The Boarding House
  - Mister Birds Vermächtnis, übersetzt von Thomas Gunkel, Rotbuch, Hamburg 2000, ISBN 3-434-53031-2.
- 1966: The Love Department
- 1969: Mrs Eckdorf in O’Neill’s Hotel
- 1971: Miss Gomez and the Brethren
  - Miss Gomez und die frommen Brüder, übersetzt von Thomas Gunkel, Rotbuch, Hamburg 1999, ISBN 3-434-53030-4.
- 1973: Elizabeth Alone
- 1973: The Last Lunch of the Season
- 1976: The Children of Dynmouth
  - Die Kinder von Dynmouth, übersetzt von Thomas Gunkel, Rotbuch, Hamburg 1997, ISBN 3-88022-504-4.
- 1978: Lovers of their Time
- 1979: The Distant Past
- 1980: Other People’s Worlds
- 1981: Beyond the Pale
- 1983: Fools of Fortune
  - Toren des Glücks, übersetzt von Helga Huisgen, Klett-Cotta, Stuttgart 1985, ISBN 3-608-95281-0.
- 1987: Nights at the Alexandra
- 1988: The Silence in the Garden
- 1991: Two Lives (enthält Reading Turgenev und My House in Umbria)
  - Turgenjews Schatten; übersetzt von Thomas Gunkel, Hitzeroth, Marburg 1993, ISBN 3-89398-109-8.
  - Mein Haus in Umbrien, übersetzt von Thomas Gunkel, Rotbuch, Hamburg 1996, ISBN 3-88022-483-8.
- 1992: Juliet’s Story
  -  Julias Geschichte, übersetzt von Hilde Linnert, Ueberreuter, Wien 1996, ISBN 3-8000-2437-3.
- 1994: Felicia’s Journey
  - Felicias Reise, übersetzt von Thomas Gunkel, Rotbuch, Hamburg 1995, ISBN 3-88022-471-4.
- 1998: Death in Summer
  - Tod im Sommer, übersetzt von Thomas Gunkel, Krüger, Frankfurt am Main 1999, ISBN 3-8105-2018-7.
- 2002: The Story of Lucy Gault
  - Die Geschichte der Lucy Gault, übersetzt von Brigitte Jakobeit, Hoffmann und Campe, Hamburg 2003, ISBN 3-455-07778-1.
- 2009: Love and Summer
  - Liebe und Sommer, übersetzt von Hans-Christian Oeser, Hoffmann und Campe, Hamburg 2009, ISBN 978-3-455-40201-8.

### Erzählungen
- 1967: The Day We Got Drunk on Cake and Other Stories
- 1972: The Ballroom of Romance and Other Stories
- 1975: Angels at the Ritz and Other Stories
- 1983: The Stories of William Trevor
- 1986: The News from Ireland and Other Stories
- 1989: Family Sins and Other Stories
- 1992: Outside Ireland: Selected Stories
- 1992: The Collected Stories
  - Irischer Tanzsaal. Von Kavalieren, Strohwitwen und John Joe Dempsey [Auswahl aus The Collected Stories von Michael Krieger; enthält die Erzählungen Erinnerungen an Youghal / Im Tanzsaal der Sehnsucht / Die Strohwitwen / Ein Abend mit John Joe Dempsey / Teresas Hochzeit / Die Handtasche von Colette Nervi / Noch zwei Kavaliere / Die Hochzeitsreise nach Tramore / Kathleens Feld], übersetzt von Thomas Gunkel, Rotbuch Verlag, Hamburg 1998, ISBN 3-88022-518-4.
- 1996: After Rain
- 1999: Ireland: Selected Stories
- 2000: The Hill Bachelors
  - Tod des Professors [enthält die Erzählungen Zu dritt / Eine gute Nachricht / Trauer / Ein Geschäftsfreund / Weißer Sonntag / Le Visiteur / Das Geschenk der Jungfrau / Tod des Professors / Wider alle Wahrscheinlichkeit / Das Telefonspiel / Die Junggesellen in den Hügeln], übersetzt von Hans-Christian Oeser, Hoffmann und Campe, Hamburg 2007, ISBN 978-3-455-07777-3.
- 2004: A Bit On the Side
  - Seitensprung, übersetzt von Brigitte Jakobeit, Hoffmann und Campe, Hamburg 2005, ISBN 978-3-455-07779-7.
- 2007: Cheating At Canasta
  - Mogeln beim Canasta [enthält die Erzählungen Das Kind der Schneiderin / Das Zimmer / Männer Irlands / Mogeln beim Canasta / Falsches Heldentum / Ein Nachmittag / Auf Olivehill / Eine perfekte Beziehung / Die Kinder / Eine alte Flamme / Glaube / Folie à deux], übersetzt von Hans-Christian Oeser, Hoffmann und Campe, Hamburg 2011, ISBN 978-3-455-40283-4.
  - Geborgtes Glück. Die schönsten Erzählungen, ausgewählt und mit einem Nachwort von Hanns Zischler [enthält die Erzählungen In Isfahan, Das Teddybärenpicknick, Eine Dreieinigkeit, alle übersetzt von Hans-Christian Oeser, sowie Die Handtasche von Colette Nervi, übersetzt von Thomas Gunkel] Hoffmann und Campe, Hamburg 2008, ISBN 978-3-455-40101-1.
  - Ein Traum von Schmetterlingen. Meistererzählungen, übersetzt von Brigitte Jakobeit und Hans-Christian Oeser, Hoffmann und Campe, Hamburg 2015, ISBN 978-3-455-40527-9 (Inhaltsverzeichnis; Inhaltstext).
- 2018: Last Stories, Viking, ISBN 9780525558101
  - Letzte Erzählungen, übersetzt von Hans-Christian Oeser. Hoffmann und Campe, Hamburg 2020, ISBN 978-3-455-00828-9.

### Theaterstücke
- 1965: The Elephant’s Foot
- 1968: The Girl
- 1971: The Old Boys
- 1972: A Night with Mrs da Tanka
- 1972: Going Home
- 1973: Marriages
- 1973: The 57th Saturday
- 1981: Scenes from an Album

### Weitere Werke
- 1984: A Writer’s Ireland: Landscape in Literature (literarische Essays)
- 1993: Excursions in the Real World: Memoirs (autobiografische Essays)
- 1999: Personal Essays

### Herausgeber
- 1989: The Oxford Book of Irish Short Stories

## Sekundärliteratur
- Mary Fitzgerald-Hoyt: William Trevor – Re-Imagining Ireland. Liffey Press, Dublin 2003, ISBN 978-1-904148-06-7.
- Dolores MacKenna: William Trevor – The Writer and His Work. New Island Books, Dublin 1999, ISBN 978-1-87459-774-2.
- Tom McAlindon: Tragedy, history, and myth: William Trevor’s Fools of Fortune. (Critical Essay). In: Irish University Review: a journal of Irish Studies. 2003.
- Kristin Morrison: William Trevor. Twayne, New York, NY 1993, ISBN 978-0-8057-7032-2.
- Hugh Ormsby-Lennon: Fools of Fiction – Reading William Trevor’s Stories. Maunsel& Co., Dublin 2004, ISBN 978-1-930901-21-6.
- Gregory A. Schirmer: William Trevor – A Study of His Fiction. Routledge, London 1990, ISBN 978-0-415-04493-6.

## Verfilmungen
- 1968: A Night With Mrs. da Tanka (Episode der Fernsehserie The Wednesday Play; GB) Regie: John Gorrie; Buch: William Trevor nach seiner Erzählung; mit Jean Kent, Geoffrey Bayldon, Arthur Lowe, Peter Bathurst
- 1975: Mrs Acland’s Ghosts (Episode der Fernsehserie BBC2 Playhouse; GB); Regie: Mike Newell; Buch: William Trevor nach seiner Erzählung; mit Sara Kestelman, Edward Hammond, Betty Bascomb
- 1976: The Mind Beyond: The Love of a Good Woman (Episode der Fernsehserie BBC2 Playhouse; GB); Regie: John Gorrie; Buch: William Trevor nach seiner Erzählung; mit Anna Massey, William Lucas, Diana Bishop
- 1981: Elizabeth Alone (drei Episoden der Fernsehserie BBC2 Playhouse; GB); Regie: Brian Parker; Buch: William Trevor nach seinem Roman; mit Barbara Ferris, Gawn Grainger, Lisa Coleman, Brenda Fricker
- 1981: Autumn Sunshine (Episode der Fernsehserie BBC2 Playhouse; GB); Regie: Rodney Bennett; Buch: William Trevor nach seiner Erzählung; mit Nell Brennan, Christopher Casson, Mary Larkin, Fiannula O’Shannon
- 1982: The Ballroom of Romance (Irland); Regie: Pat O’Connor; Kamera: Nat Crosby; Buch: Pat O’Connor und William Trevor nach Trevors Erzählung; mit Brenda Fricker, John Kavanagh, Mick Lally, Cyril Cusack
- 1983: Mrs. Silly (Fernsehfilm; GB); Regie: James Cellan Jones; Kamera: Ken Morgan/Andy Stephen; Buch: Bob Larbey nach der Erzählung von William Trevor; mit Maggie Smith, Michael Culver, Adrian Ross-Magenty, Deborah Grant
- 1983: Attracta (Irland); Regie: Kieran Hickey; Buch: William Trevor nach seiner Erzählung; Kamera: Sean Corcoran; mit Wendy Hiller, Joe McPartland; Kate Flynn, Kate Thompson
- 1983: One of Ourselves (Fernsehfilm; GB/Irland); Regie: Pat O’Connor; Buch: William Trevor nach seiner Erzählung; mit Cyril Cusack
- 1999: Narren des Schicksals (Fools of Fortune) (GB); Regie: Pat O’Connor; Buch: Michael Hirst; mit Iain Glen, Mary Elizabeth Mastrantonio, Sean T. McClory, Julie Christie
- 1999: Felicia, mein Engel (Felicia’s Journey); Regie: Atom Egoyan
- 2003: Mein Haus in Umbrien (My House in Umbria) Fernsehfilm; GB/Italien; Regie: Richard Loncraine; Buch: Hugh Whitemore; mit Maggie Smith, Chris Cooper, Benno Fürmann; (Maggie Smith gewann den Emmy für die Rolle der Emily Delahunty)